# Elis Tallmo
Karl Elis Einar Tallmo, ursprungligen Andersson, född 24 oktober 1886 i Karlstad, Värmlands län, död 15 september 1956 i Saltsjöbaden, Stockholms län, var en svensk målare och dekorationsmålare. 
Han var son till stadsbyggmästaren i Karlstad, Carl Fredrik Andersson och dennes maka Wilhelmina Alvina Therese Wahlbom.
Tallmo studerade vid Karlstads läroverk 1896–1900, genomgick Tekniska skolan i Stockholm 1902–1904 samt Påhlmans handelsinstitut i Stockholm 1904–1905. Efter några års kontorsarbete studerade sedan Tallmo vid Slöjdföreningens skola i Göteborg 1909–1912. Tallmo studerade även måleri privat för konstnären Wilhelm Dahlbom.
Familjen Andersson, som även inkluderade en syster vid namn Lilly, flyttade år 1900 från Karlstad till Hammarby på Väddö, och 1902 flyttade man till en lägenhet på Norrtullsgatan i Stockholm. 1908 flyttade familjen vidare till stadsdelen Storgärdet i Strängnäs.
1917 gifte han sig med Alfhild (Fanny Josefina) Schött och de båda tog då släktnamnet Tallmo.
Tallmo målade främst akvareller, landskap och andra naturstudier, men även folklivsskildringar från handelsbodar och dylikt. Han målade även mera skämtsamma bilder på rospiggar etcetera.
Tallmo arbetade under många år på Kungl. Järnvägsstyrelsen i Centralstationens hus på Vasagatan i Stockholm. Han reste under 1920- och 1930-talen i Norrland och dekorerade väntsalar och andra lokaler som hörde till järnvägen på en lång rad orter, bland annat i Storuman och Boden.